# Хаміс Ісмаїл
Хаміс Ісмаїл (араб. خميس إسماعيل, нар. 16 серпня 1989) — еміратський футболіст, півзахисник клубу «Аль-Васл» і національної збірної ОАЕ.

## Клубна кар'єра
У дорослому футболі дебютував 2006 року виступами за команду клубу «Емірейтс» з рідного міста, в якій провів чотири сезони, взявши участь у 31 матчі чемпіонату. 
Своєю грою за цю команду привернув увагу представників тренерського штабу клубу «Аль-Джазіра», до складу якого приєднався 2010 року. Відіграв за команду з Абу-Дабі наступні шість сезонів своєї ігрової кар'єри.
2016 року уклав контракт з клубом «Аль-Аглі» (Дубай), у складі якого провів наступні два роки своєї кар'єри гравця.  Більшість часу, проведеного у складі дубайського «Аль-Аглі», був основним гравцем команди.
До складу «Аль-Васла» приєднався 2018 року. 

## Виступи за збірні
Протягом 2008–2010 років залучався до складу молодіжної збірної ОАЕ.
2012 року захищав кольори олімпійської збірної ОАЕ. У складі цієї команди провів 3 матчі. У складі збірної — учасник  футбольного турніру на Олімпійських іграх 2012 року у Лондоні.
2014 року дебютував в офіційних матчах у складі національної збірної ОАЕ.
У складі збірної був учасником кубка Азії 2015 року в Австралії, кубка Азії 2019 року в ОАЕ. На домашній для еміратців континентальній першості забив свій перший гол за збірну, відкривши рахунок зустрічі 1/8 фіналу проти збірної Киргизстану, яку його команда виграла 3:2, пройшовши до чвертьфіналів.
| Дата       | Місто    | Господарі | Результат | Гості   | Турнір                     | Голи | Примітки |
| ---------- | -------- | --------- | --------- | ------- | -------------------------- | ---- | -------- |
| 05-01-2019 | Абу-Дабі | ОАЕ       | 1 – 1     | Бахрейн | Кубок Азії 2019 - 1-й етап | -    | 36' 81'  |
| 10-01-2019 | Абу-Дабі | Індія     | 0 – 2     | ОАЕ     | Кубок Азії 2019 - 1-й етап | -    | 63'      |
| Усього     |          | Матчів    | 2         |         | Голів                      | 0    |          |

## Титули і досягнення
- Чемпіон ОАЕ (2):

«Аль-Джазіра»: 2010-11
«Шабаб Аль-Аглі»: 2015-16
- Володар Кубка Ліги ОАЕ (1):

«Шабаб Аль-Аглі»: 2016-17
- Володар Кубка Президента ОАЕ (4):

«Емірейтс Клаб»: 2009-10
«Аль-Джазіра»: 2010-11, 2011-12, 2015-16
- Володар Суперкубка ОАЕ (2):

«Емірейтс Клаб»: 2010
«Шабаб Аль-Аглі»: 2016
Збірні
- Переможець Кубка націй Перської затоки: 2013
- Бронзовий призер Кубка Азії: 2015